# Istrians
Els istrians (llatí: Istriani) foren un poble d'origen traci que vivia a la regió de la desembocadura del Danubi, on s'havien establert per comerciar riu amunt. La seva ciutat principal d'Istros era una colònia de Milet. Segons l'historiador romà Justí, a mitjans del segle iv aC el rei escita Atees forjà una aliança contra els istrians amb Filip II de Macedònia, però aquesta identificació és probablement errònia i el més versemblant és que els enemics d'Atees fossin els tribal·lis.